# Stay Together
Stay Together è il sesto album in studio del gruppo musicale britannico Kaiser Chiefs, pubblicato il 7 ottobre 2016 dalla Caroline International.
L'album, dalle sonorità spiccatamente pop, si discosta notevolmente dal sound dei precedenti lavori in studio della band. È stato anticipato dalla pubblicazione di due singoli, Parachute, uscito il 14 giugno 2016, e Hole in My Soul, uscito il 18 agosto. 
È prodotto da Brian Higgins (già al lavoro con Kylie Minogue, Sugababes, New Order) e dal frontman della band Ricky Wilson.

## Tracce
1. We Stay Together – 4:32
2. Hole in My Soul – 4:27
3. Parachute – 3:52
4. Good Clean Fun – 5:08
5. Why Do You Do It to Me? – 4:26
6. Indoor Firework – 3:57
7. Press Rewind – 5:01
8. Happen in a Heartbeat – 3:20
9. High Society – 3:47
10. Sunday Morning – 4:30
11. Still Waiting – 8:41